# Japrería
El japrería és un idioma de la família carib, en perill d'extinció. Ho parla una reduïda comunitat (95 segons 2002 SIL) a la part nord de la sierra de Perijá, a l'estat Zulia, Veneçuela.

## Grup
El japrería és un idioma de la subbranca costanera del grup nord de la família d'idiomes carib. El yukpa és la llengua carib més pròxima.

## Fonologia
El japrería te sis sons vocàlics: /a, e, i, ɨ, o, u/ i 14 consonants.
|                  | Bilabial | Labiodental | Alveolar | Post-alveolar | Palatal | Velar | Uvular | Glotal |
| ---------------- | -------- | ----------- | -------- | ------------- | ------- | ----- | ------ | ------ |
| Oclusiva         | p        |             | t        |               |         | k     |        | ʔ      |
| Africada         |          |             |          | t͡ʃ            |         |       |        |        |
| Fricativa        |          |             | s        | ʃ             |         |       |        | h      |
| Nasal            | m        |             | n        |               |         |       |        |        |
| Aproximant       |          | ʋ           |          |               | j       |       |        |        |
| Vibrants simples |          |             |          |               |         |       | ʀ      |        |
| Vibrant          |          |             | ɾ        |               |         |       |        |        |